# Anthriscus
Anthriscus és un gènere dins la família de les apiàcies. L'única espècie del gènere que es troba als Països Catalans és el cerfull bord (Anthriscus sylvestris). És originari d'Euràsia. Conté unes 12 espècies algunes de les quals són herbes verinoses.
La tija erecta d'aquestes espècies està buida i ramificada coronada amb umbel·les compostes per petites flors blanques o verdoses. Lfulles són bipinnades o tripinnades.

## Taxonomia
Les espècies acceptades són:
- Anthriscus caucalis M.Bieb. - cerfull[3]
- Anthriscus cerefolium (L.) Hoffm. - cerfull[4]
- Anthriscus fumarioides (Waldst. & Kit.) Spreng.
- Anthriscus glacialis Lipsky
- Anthriscus kotschyi Fenzl ex Boiss.
- Anthriscus lamprocarpa Boiss.
- Anthriscus nemorosa (M.Bieb.) Spreng.
- Anthriscus nitida (Wahlenb.) Hazsl.
- Anthriscus ruprechtii Boiss.
- Anthriscus schmalhausenii (Albov) Koso-Pol.
- Anthriscus sylvestris (L.) Hoffm. - cerfull bord[5]
- Anthriscus tenerrima Boiss. & Spruner
- Anthriscus velutina Sommier & Levier